# Expedice 2
Expedice 2 byla druhá posádka dlouhodobě obývající Mezinárodní vesmírnou stanici (ISS). Velitelem stanice byl ruský kosmonaut Jurij Usačov, letovými inženýry Susan Helmsová a James Voss (oba USA). Hlavními cíli mise bylo pokračování v aktivaci stanice a oživení systémů a také zabezpečení setkání s raketoplány, Sojuzem a nákladní lodí Progress.

## Posádka
- Jurij Usačov (4), velitel ISS – Roskosmos (RKK Energija)
- Susan Helmsová (5), palubní inženýr – NASA
- James Voss (5), palubní inženýr – NASA

V závorkách je uveden dosavadní počet letů do vesmíru včetně této mise.

### Záložní posádka
- Jurij Onufrijenko, velitel ISS – Roskosmos (CPK)
- Daniel Bursch, palubní inženýr – NASA
- Carl Walz, palubní inženýr – NASA

## Průběh mise

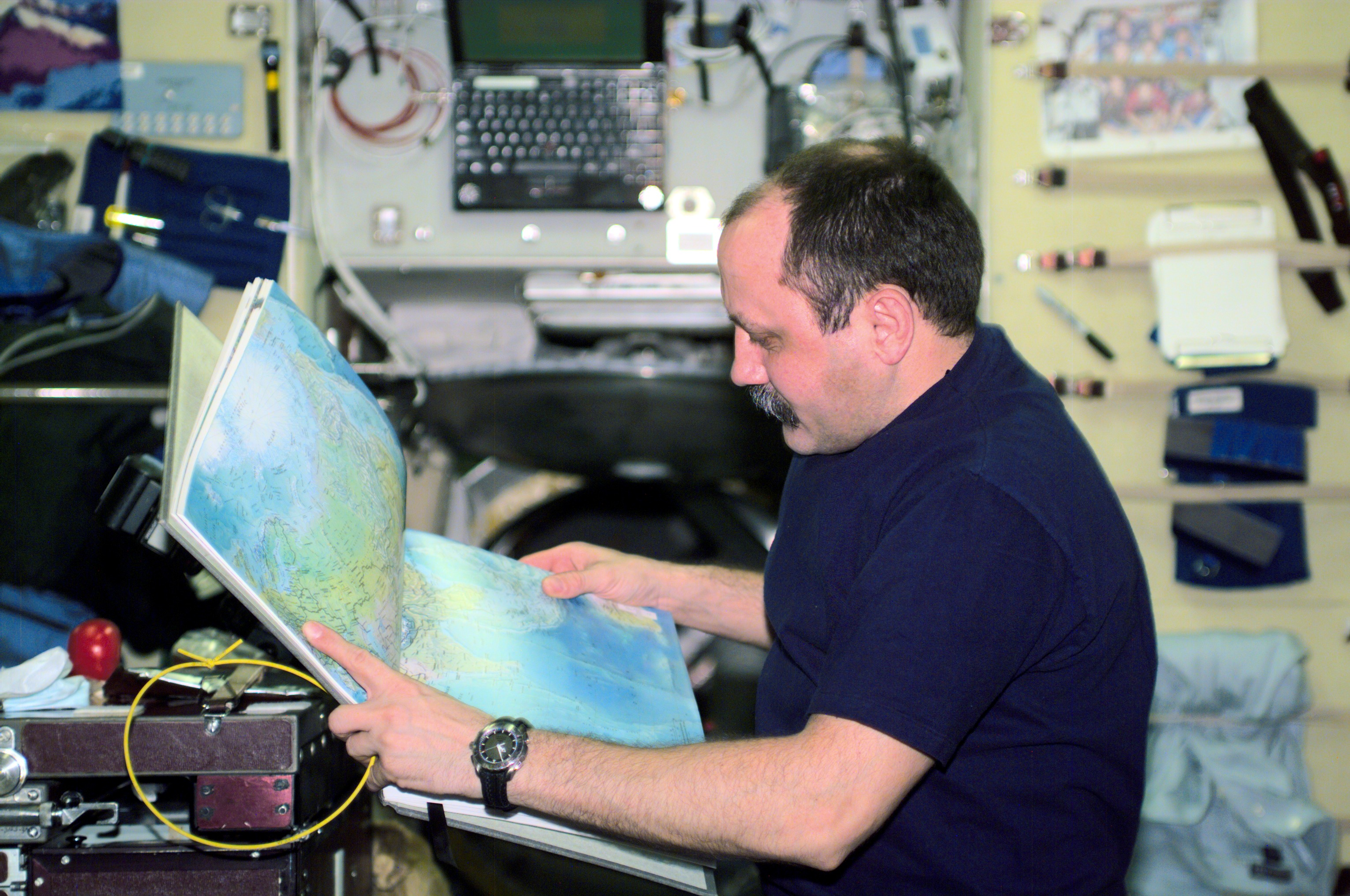
Jurij Usačov, velitel mise, si prohlíží atlas v servisním modulu Zvezda

### Start, připojení k ISS
Raketoplán Discovery odstartoval na let STS-102 z Kennedyho vesmírného střediska 8. března 2001 v 11:42:09 UTC. Na palubě startovala na svou dlouhodobou misi posádka Expedice 2. K ISS se raketoplán připojil 10. března. Dne 19. března 2001 došlo k výměně stálých posádek, členové Expedice 1 (William Shepherd, Sergej Krikaljov a Jurij Gidzenko) předali stanici nové posádce a vrátili se s Discovery na Zemi.
V průběhu prvních týdnů pobytu na stanici se posádka věnovala experimentům a oživováním dalších částí stanice. 16. dubna 2001 byla od stanice odpojena nákladní loď Progress M-44, která poté zanikla v hustých vrstvách atmosféry. V rámci příprav na přílet raketoplánu Endeavour (STS-100) byl přeparkován 18. dubna Sojuz TM-31 z portu na spodní straně modulu Zarja na zadní port modulu Zvezda. Posádka ISS nastoupila ve skafandrech do Sojuzu. Loď pilotoval Jurij Usačov. Po kontrole hermetičnosti se posádka opět vrátila na ISS.

### STS-100
Raketoplán Endeavour při misi STS-100 přistál u stanice 21. dubna 2001 k přednímu portu modulu Destiny (PMA-2). Astronauti z raketoplánu namontovali na stanici manipulátor Canadarm 2 SSRMS (Space Station Remote Manipulator System) a připojili k ISS víceúčelový logistický modul Raffaello. Náklad z modulu byl přesunut do prostor ISS. Došlo také k poruše komunikace mezi řídícím střediskem a stanicí, řízení stanice musel převzít raketoplán. Problém byl do odletu raketoplánu 29. dubna vyřešen.

### Sojuz TM-32
Dne 30. dubna 2001 přistála u spodního portu modulu Zarja kosmická loď Sojuz TM-32 s posádkou Talgat Musabajev, Jurij Baturin a první Vesmírná turistika#Vesmírní turisté Dennis Tito. Cílem této mise byla výměna záchranné kosmické lodi u ISS. Po přenesení nákladu a přesunutí tvarovaných sedadel do staršího Sojuzu odletěli Musabajev, Baturin a Tito se Sojuzem TM-31 6. května 2001 zpět na Zemi.
Posádka ISS se pak věnovala testům manipulátoru SSRMS a experimentům. 23. května 2001 se k zadnímu portu modulu Zvezda připojila nákladní loď Progress M1-6. Progress na stanici dopravil 2400 kg nákladu včetně pohonných hmot. Při testech manipulátoru se zjistilo, že záložní řídící systém nepracuje správně. Start raketoplánu Atlantis (STS-104) byl prozatím odložen, protože při umístění přechodové komory Quest, kterou měl raketoplán přivézt, musel být manipulátor plně funkční. Technici upravili řídící program manipulátoru, po dalších testech se už závady neprojevovaly a tak byl let raketoplánu povolen.

### STS-104
Atlantis se při misi STS-104 spojil s ISS 14. července 2001 a při třech výstupech do vesmíru astronauti z raketoplánu přechodový modul Quest připojili k modulu Unity. Po úspěšném splnění úkolů raketoplán stanici 22. července opustil.

### STS-105, ukončení mise
Raketoplán Discovery (STS-105) přiletěl k ISS 12. srpna 2001. Přivezl s sebou nákladní modul Leonardo se zásobami, které byly přesunuty do prostor ISS. Posádka raketoplánu ve dvou výstupech do vesmíru pokračovala v montáži a zapojování stanice. Na palubě Discovery byla také nová stálá posádka ISS Expedice 3 (Frank Culbertson, Vladimir Děžurov a Michail Ťurin). Dlouhodobé posádky si stanici předali, členové Expedice 2 se stali členy posádky raketoplánu. Raketoplán se od stanice odpojil a Usačov, Voss a Helmsová se s ním dostali 22. srpna 2001 na Zemi.